# Нова Зоря (Ононський район)
Нова Зоря́ (рос. Новая Заря) — село у складі Ононського району Забайкальського краю, Росія. Адміністративний центр Новозоринського сільського поселення.

## Населення
Населення — 805 осіб (2010; 992 у 2002).
Національний склад (станом на 2002 рік):
- буряти — 84 %